# Calm Like a Bomb
 (janvier 2025).
Si vous disposez d'ouvrages ou d'articles de référence ou si vous connaissez des sites web de qualité traitant du thème abordé ici, merci de compléter l'article en donnant les références utiles à sa vérifiabilité et en les liant à la section « Notes et références ».
Singles de Rage Against the Machine
Testify The Ghost of Tom Joad
Calm like a bomb est la 3e piste de l'album The Battle of Los Angeles du groupe de rap metal Rage Against the Machine et fut commercialisée en single en 2000.
La chanson traite comme nombre de chansons du groupe d'inégalités sociales.
Tom Morello utilise une pédale d'effet dans cette chanson, la pédale Whammy ; le bassiste Tim Commerford utilise aussi une pédale d'effet notamment au début de la chanson.
Calm like a bomb fait référence à Emiliano Zapata qui a participé à la révolution mexicaine en 1910.
Cette chanson figure au générique de Matrix Reloaded.
Elle fait partie systématiquement des setlists du groupe notamment depuis la reformation du groupe en 2007 où elle est jouée entre Guerilla radio et Sleep now in the fire.